# Gingidia trifoliata
Gingidia trifoliata là một loài thực vật có hoa trong họ Hoa tán. Loài này được (Hook. f.) J.W. Dawson mô tả khoa học đầu tiên năm 1974.